# 452 Hamiltonia
A 452 Hamiltonia (ideiglenes jelöléssel 1899 FD) egy a Naprendszer kisbolygóövében található aszteroida. James Edward Keeler fedezte fel 1899. december 6-án.